# Phylloscopus bonelli
El mosquitero papialbo (Phylloscopus bonelli) es una especie de ave paseriforme de la familia Phylloscopidae que habita en Europa suroccidental y África. Recibió su nombre específico en honor del ornitólogo italiano Franco Andrea Bonelli.

## Taxonomía
Durante mucho tiempo se consideró que Phylloscopus bonelli incluía dos subespecies que criaban cada una en una mitad de la región circunmediterránea, pero los estudios realizados por George Sangster y su equipo en 2002 y David Parkin en 2003, concluyeron que las aves que vivían en el este y el oeste, a pesar de su similar apariencia, pertenecían a especies diferentes. Por lo que las poblaciones occidentales conservaron el nombre científico de Phylloscopus bonelli y las poblaciones orientales, anteriormente P. b. orientalis, pasaron a considerarse desde entonces una especie aparte, el mosquitero oriental (Phylloscopus orientalis).

## Distribución y hábitat
El área de cría del mosquitero papialbo se extiende desde el norte de Marruecos y Argelia por la península ibérica hasta el norte de Francia y la Europa Central sudoccidental hasta los Alpes e Italia como límite oriental. Su límite norte está entre el norte de Francia y el sur de Bélgica, de Alemania y  de Austria. Son aves migratorias cuyos cuarteles de invierno están el África subsahariana. 
Su hábitat reproductor son los bosques abiertos de terrenos secos y las zonas montañosas hasta 2000 m de altitud.

## Descripción
Los mosquiteros papialbos son pájaros pequeños, con una longitud corporal de 11 cm y una envergadura alar de 18-19 cm. Su peso aproximado va de 7 a 9 gramos.  La parte superior de su cuerpo es de color pardo y las partes inferiores del pico a la cola son blancas. Una lista blanca cruza sus ojos oscuros y tienen el obispillo verdoso. Sus picos son pequeños y puntiagudos y sus patas son de color marrón. Los machos y las hembras presentan la misma coloración. Los mosquiteros papialbos y mosquiteros orientales tienen aspecto muy similar. Los papialbos presentan una coloración superior de un pardo más oscuro y su longitud es algo menor que la de los orientales, pero donde se diferencian totalmente es en sus cantos. La llamada de los papialbos es un sonido doble como «pu-it» mientras que la de los orientales suena como «chup».

## Comportamiento

### Alimentación
Los mosquiteros papialbos, como indica su nombre, son principalmente insectívoros.

### Reproducción

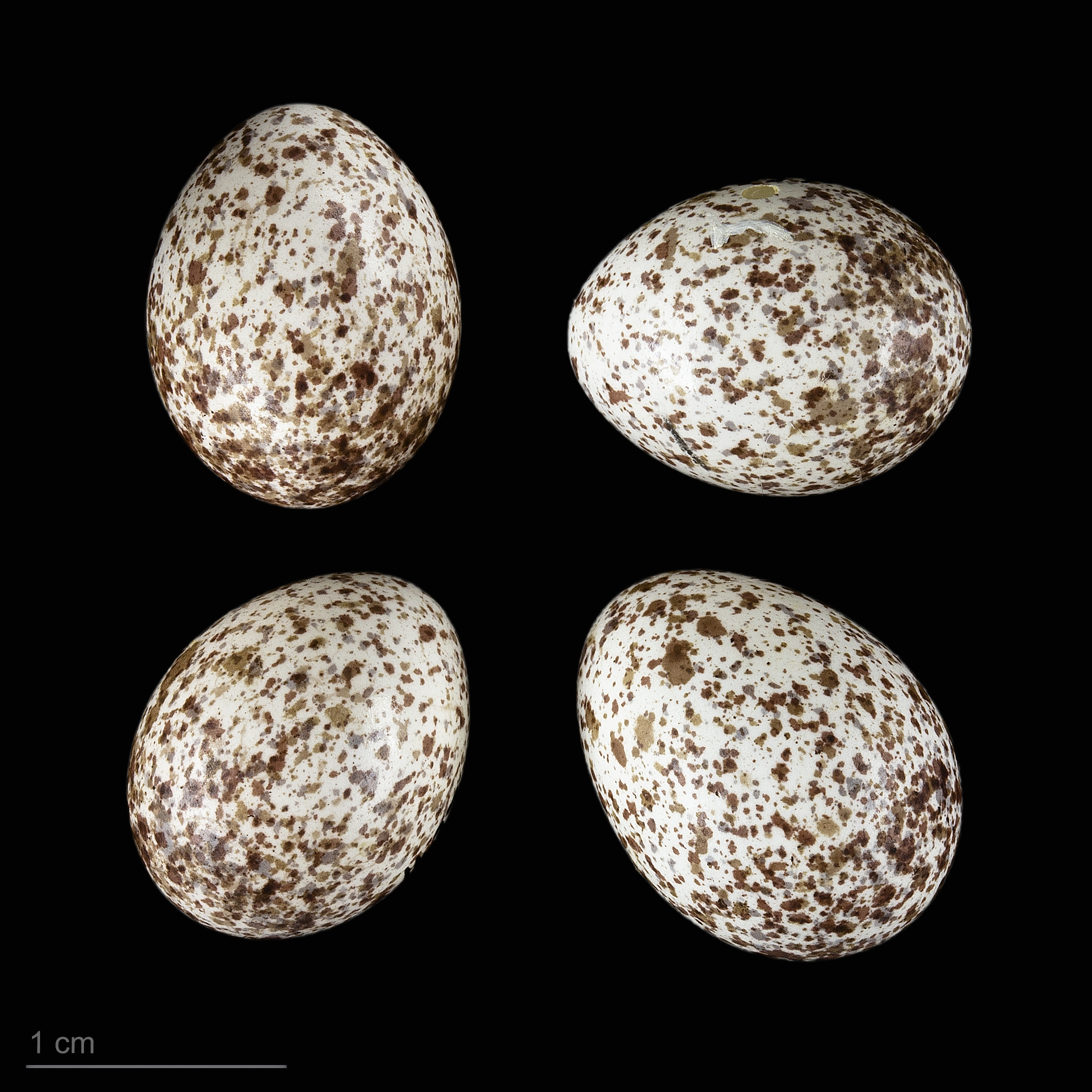
Phylloscopus bonelli - MHNT

Su periodo de cría principal es entre mayo y julio. Construyen un nido en forma de horno entretegiendo tallos, hojas y hierbas, que ocultan en el suelo entre las hierbas. Ponen de 4-6 huevos blancos con motas marrones. La hembra incuba los huevos durante 13 a 14 días. Los pollos permanecen en el nido de 11-13 días. Los juveniles alcanzan la madurez sexual al año.